# Bikaner (Division)
Bikaner ist eine Division im indischen Bundesstaat Rajasthan.

## Distrikte
Die Division Bikaner umfasst vier Distrikte:
| Distrikt       | Hauptstadt     | Fläche in km² | Einwohner (Stand: 2001) | Bev.-Dichte in E/km² |
| -------------- | -------------- | ------------- | ----------------------- | -------------------- |
| Bikaner        | Bikaner        | 30.248        | 1.902.000               | 063                  |
| Churu          | Churu          | 16.830        | 1.922.908               | 114                  |
| Hanumangarh    | Hanumangarh    | 12.645        | 1.517.390               | 120                  |
| Sri Ganganagar | Sri Ganganagar | 11.155        | 1.789.423               | 224                  |
| gesamt         |                | 70.878        | 7.131.721               | 101                  |